# John McCarthy

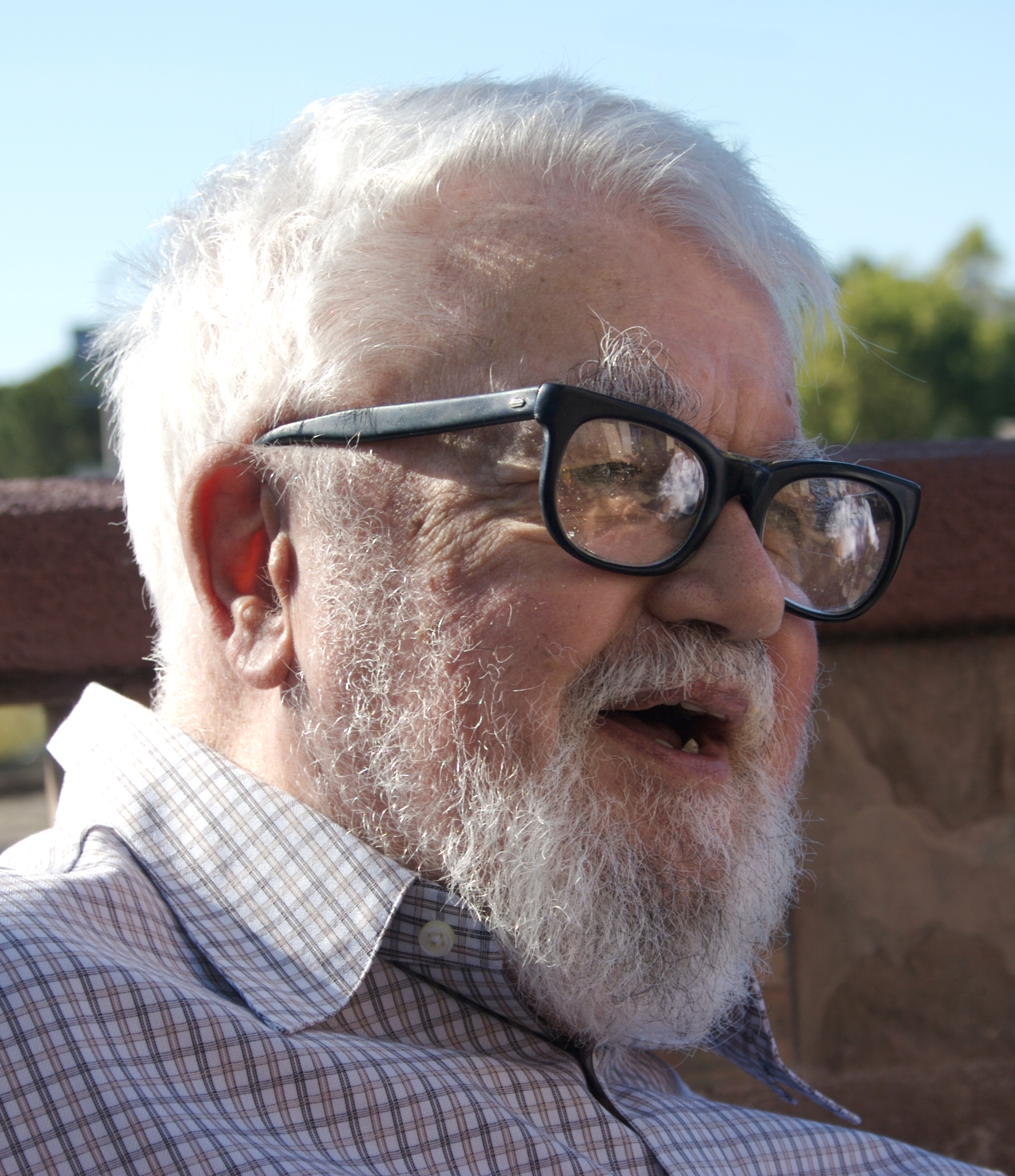
John McCarthy

John McCarthy (Boston, 4 settembre 1927 – Stanford, 24 ottobre 2011) è stato un informatico statunitense che ha vinto il Premio Turing nel 1971 per i suoi contributi nel campo dell'intelligenza artificiale. È stato infatti l'inventore del termine «intelligenza artificiale» nel 1955 (in una proposta per creare un gruppo di lavoro che avrebbe dovuto incontrarsi al Dartmouth College nell'estate '56), sebbene sia più noto per aver realizzato il linguaggio Lisp.

## Biografia
McCarthy si distingueva per le sue conoscenze di logica matematica in relazione all'Intelligenza Artificiale. Una scuola di pensiero diversa, nata al MIT, propone l'"inclusione procedurale del sapere" usando piani di alto livello, asserzioni, e ponendo il primo traguardo nel linguaggio Planner ed in seguito nella Scientific Community Metaphor. La controversia che ne risultò è ancora attuale ed oggetto di ricerca.
McCarthy inventò il linguaggio di programmazione Lisp e pubblicò i suoi progetti sul Communications of the ACM nel 1960. Motivò inoltre la creazione del Progetto MAC al MIT, ma lasciò tale università preferendo Stanford University nel 1962. Lì creò il Laboratorio di Intelligenza Artificiale, che fu per molti anni amico-rivale del Progetto MAC.
Nel 1961, fu il primo a dire (in un discorso fatto durante le celebrazioni del centenario del MIT) che il metodo time-sharing (condivisione a tempo) dei computer avrebbe potuto condurre a un futuro dove la potenza dei calcolatori ed anche specifiche applicazioni avrebbero potuto essere vendute secondo il modello economico dell'utilità (come già succede per l'acqua ed elettricità). Quest'idea era molto popolare alla fine degli anni sessanta, ma scomparì intorno alla metà degli anni settanta, quando divenne chiaro che l'hardware, il software e le telecomunicazioni del tempo non erano pronte. Ad ogni modo, a partire dal 2000, l'idea è tornata in superficie in nuove forme.
McCarthy conseguì un Bachelor of Science in Matematica al California Institute of Technology nel 1948 ed un Ph.D. (Dottorato di Ricerca) in Matematica alla Princeton University nel 1951. Dopo brevi permanenze a Princeton, Stanford, Dartmouth, e MIT, divenne professore a Stanford nel 1962, dove rimase fino al pensionamento, avvenuto alla fine del 2000. Da allora divenne Professore Emerito. 
John McCarthy commentava spesso la politica internazionale su vari forum da una prospettiva di destra. Alcune sue idee si trovano sulla sua pagina web, che è "mirata a mostrare che il progresso materiale umano è desiderabile e sostenibile".
È morto il 24 ottobre 2011 all'età di 84 anni.